# Xylobosca bispinosa
Xylobosca bispinosa är en skalbaggsart som först beskrevs av Macleay 1873.  Xylobosca bispinosa ingår i släktet Xylobosca och familjen kapuschongbaggar. Inga underarter finns listade i Catalogue of Life.